# Aleš Valenta
Aleš Valenta (Šumperk, 6 de febrero de 1973) es un deportista checo que compitió en esquí acrobático, especialista en la prueba de salto aéreo.
Participó en tres Juegos Olímpicos de Invierno, entre los años 1998 y 2006, obteniendo una medalla de oro en Salt Lake City 2002, en la prueba de salto aéreo, y el cuarto lugar en Nagano 1998, en la misma prueba.

## Medallero internacional
| Juegos Olímpicos | Juegos Olímpicos                | Juegos Olímpicos | Juegos Olímpicos |
| Año              | Lugar                           | Medalla          | Prueba           |
| ---------------- | ------------------------------- | ---------------- | ---------------- |
| 2002             | Salt Lake City (Estados Unidos) | Medalla de oro   | Salto aéreo      |